# Terrorpods
Terrorpods è un videogioco sparatutto in prima persona con elementi strategici pubblicato dalla Psygnosis nel 1987 per i computer a 16 bit Amiga e Atari ST e nel 1988-1989 per i computer a 8 bit Amstrad CPC, Commodore 64, MSX e ZX Spectrum, in collaborazione con la Melbourne House. È ambientato sulla superficie di un planetoide e consiste nel pilotare un veicolo contro un invasore la cui arma principale sono i Terrorpod, macchine simili ai tripodi di La guerra dei mondi. Il loro aspetto è infatti basato su illustrazioni realizzate da Roger Dean, Tim White e altri per una nuova edizione di La guerra dei mondi e pubblicate sulla rivista Omni ad agosto 1985. Due di esse sono utilizzate come copertina e come poster allegato all'edizione originale del videogioco.
Terrorpods fu generalmente apprezzato dalla critica nelle versioni a 16 bit, ma meno in quelle a 8 bit. Nelle conversioni manca tra l'altro tutta la parte di commercio delle risorse presente sui 16 bit.

## Trama
Il desolato asteroide Colian ospita importanti colonie minerarie, ma viene conquistato dall'Impero (un nemico non meglio descritto; le fonti non ufficiali ne parlano a volte come alieni, ma su Amiga/ST un'animazione introduttiva mostra un pilota, apparentemente umano, che sale su un Terrorpod). Il nemico obbliga le strutture industriali delle colonie a produrre componenti per le sue macchine da guerra, i Terrorpod. Il protagonista viene inviato sulla superficie su un Veicolo di Difesa Strategica o DSV (non meglio descritto e mai mostrato all'esterno, forse una specie di carro armato) per rubare i componenti e quindi i segreti tecnologici del nemico. Viene però scoperto, e il nemico inizia sia ad attaccare il DSV dalla sua astronave madre, sia a distruggere le colonie inermi con i Terrorpod.

## Modalità di gioco
Il gioco si svolge sulla superficie piatta e desertica di Colian. Il giocatore pilota il veicolo DSV con visuale in prima persona dalla cabina. I movimenti del mezzo sono nelle direzioni piane e quelli destra/sinistra sono scorrimenti laterali, non rotazioni. Un mirino mobile serve a puntare armi, selezionare oggetti per ricavarne informazioni o, se spinto fino ai lati della visuale, a spostare lateralmente il mezzo.
Si incontrano vari tipi di edifici industriali, dai quali il DSV può ottenere principalmente carburante per il proprio motore o la Detonite, una sostanza che serve a dare energia agli armamenti. L'obiettivo finale è ottenere un componente di Terrorpod in ogni colonia, anch'esso prodotto dagli edifici.
Sulla superficie vagano i Terrorpod che distruggono gli edifici con raggi a corta gittata, togliendo le fonti di sostentamento al DSV. Gli edifici demoliti si possono ricostruire, andando sul posto e consumando le necessarie risorse.
Nel cielo appare perennemente un'enorme astronave madre nemica che spara ogni tanto dei missili al DSV, da evitare o colpire al volo. I Terrorpod attaccano come obiettivo secondario anche il DSV.
Come armamenti si hanno a disposizione un doppio cannone e, non in tutte le conversioni, i missili, che sono l'unico modo per distruggere definitivamente i Terrorpod, mentre i cannoni li mettono fuori gioco solo temporaneamente. I missili vanno prima armati, con un alto consumo di energia, poi durante il lancio bisogna tenere temporaneamente sul bersaglio un mirino che tende a deviare. Il DSV ha una certa resistenza ai colpi prima della sconfitta, inoltre può attivare temporaneamente gli scudi protettivi, consumando energia.
Al posto della visuale esterna si può attivare una mappa della zona, che mostra anche i nemici che si spostano in tempo reale, e che si può usare per viaggiare più rapidamente, ma senza svolgere altre funzioni come sparare.

### Versioni 16 bit
Su Amiga e ST lo scenario è costituito da 10 colonie, ciascuna un territorio con molti edifici, ed è possibile farsi trasportare istantaneamente dall'una all'altra con alto consumo di carburante.
Il commercio ha una parte importante, perché ci sono cinque risorse ottenibili dagli edifici e ogni colonia le produce a prezzi diversi. Per avere i necessari fondi bisogna acquistare le risorse dove costano poco e rivenderle dove costano molto. Ci sono carburante per il DSV, Detonite per le armi, Quaza per il raggio che ricostruisce gli edifici, Zenite per gli scudi e Aluma per costruire le componenti obiettivo. Per commerciare si invia all'edificio un piccolo veicolo cingolato a controllo remoto chiamato Drover, quindi compare in sovraimpressione la finestra con il menù per la compravendita mentre l'azione esterna va in pausa.
Inoltre tramite la funzione radiotrasmittente e la digitazione di codici di quattro lettere si possono dare ordini speciali, come forniture di risorse di emergenza o autodistruzione di un edificio in prossimità di un nemico.
Oltre ai Terrorpod sono presenti gli Spoiler, velivoli nemici che sottraggono le risorse dagli edifici e si possono eliminare con i cannoni, in queste versioni chiamati phaser.
Insolitamente, nel programma si possono selezionare le lingue inglese britannico, inglese americano, tedesco, francese, danese, svedese o norvegese.
Si può salvare la partita.

### Versioni 8 bit
Su Amstrad, C64, MSX e Spectrum ci sono 6 colonie, da affrontare in sequenza. Ogni volta è necessario distruggere tutti i Terrorpod prima di poter prelevare il componente e infine attivare il radiofaro per il trasferimento alla colonia successiva.
Le uniche risorse sono il carburante e la Detonite, prelevabili liberamente dai rispettivi tipi di edifici fino a esaurimento, poi l'edificio le rigenera gradualmente. La Detonite alimenta tutti i sistemi tranne il movimento, inclusi gli scudi e la ricostruzione di edifici.
Solo su Commodore 64 sono disponibili i missili, necessari per distruggere i Terrorpod con le consuete modalità. Nelle altre conversioni i Terrorpod si abbattono con un colpo dei cannoni, ma affinché non si rigenerino poco dopo bisogna continuare a colpirli finché non viene indicato che i danni sono al 100%.
C'è la possibilità, non presente nelle versioni a 16 bit, di ruotare il DSV di 180°. 
Il testo a video è solo in inglese, tranne nella versione MSX che sembra essere uscita solo per il mercato spagnolo, con testo a video in spagnolo.